# K-551 Vladímir Monomaj
El submarino K-551 Vladímir Monomaj (en ruso: АПЛ Владимир Мономах) es un submarino de misiles balísticos ruso de propulsión nuclear del Proyecto 955 Borey que entró en funcionamiento en 2015. Su nombre es en honor de Vladímir II Monómaco (1053-1125), el gran duque de la Rus de Kiev.

## Construcción

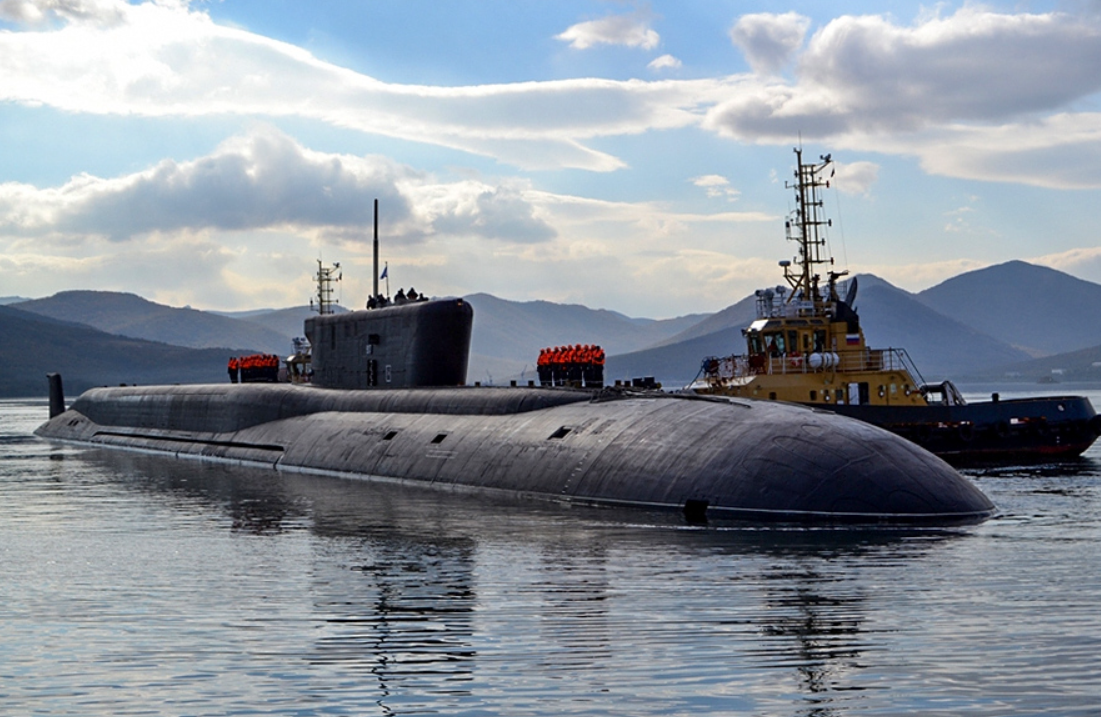
Llegada del SSBN Vladimir Monomaj a Vilyuchinsk, año 2016.

El proyecto fue desarrollado por Rubin Design Bureau, y el diseñador jefe fue Serguéi Kovaliov. La quilla se colocó el 19 de marzo de 2006 en el astillero Sevmash en Severodvinsk. El casco del submarino de clase Akula Ak Bars se utilizó en la construcción del Vladimir Monomaj.
El submarino está armado con 16 misiles balísticos intercontinentales para submarinos más modernos de Rusia, el Bulava (designación de la OTAN SS-N-32). El Vladimir Monomaj y sus barcos hermanos reemplazarán a la clase Delta III y IV en la Armada rusa. El submarino fue botado el 30 de diciembre de 2012 y comenzó las pruebas amarradas en enero de 2013.
El submarino terminó sus primeras pruebas en el mar el 8 de octubre de 2013 al regresar de una prueba de 25 días en el mar. El 9 de septiembre de 2014, se lanzó un misil Bulava desde el submarino.

## Historial operativo
El Vladimir Monomaj entró en servicio el 19 de diciembre de 2014.  Llegó a su base permanente en la Flota del Pacífico el 26 de septiembre de 2016.